# United Counties League
United Counties League (také známá jako GCE Hire Fleet Ltd. United Counties League) je anglická fotbalová liga pokrývající oblast zahrnující anglické kraje severní Bedfordshire, severní Buckinghamshire, většinu Cambridgeshire, jižní Derbyshire, jižní Leicestershire, většinu Lincolnshire, západní Norfolk, Northamptonshire, jižní Nottinghamshire, severní Oxfordshire, Rutland, východní Staffordshire, východní Warwickshire a východní West Midlands. Má celkem pět divizí.

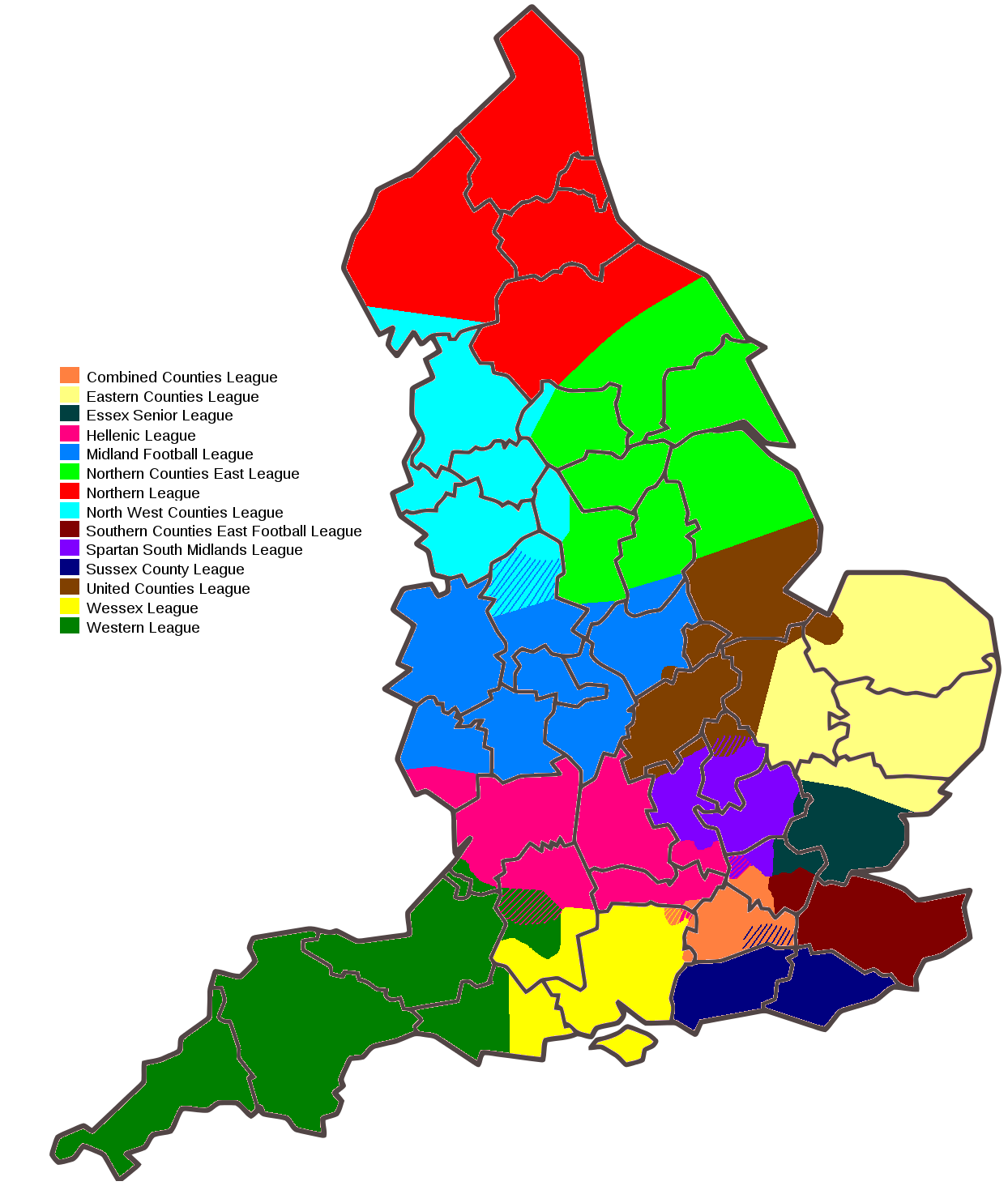
Fotbalové ligy na úrovních 9–10 v Anglii

Kluby v Premier Division mají nárok na vstup do FA Cupu ve fázích předkol. Kluby v lize mají také nárok na účast v FA Vase a vyřazovacích pohárech pro kluby Premier/Division One a pro kluby Reserve Division.

## Historie
Byla založena v roce 1895 jako Northamptonshire Junior League. Svůj současný název získala v roce 1934. Během následujících let do ní byly přesunuty i kluby z Northamptonshire, Rutlandu, Bedfordshire, Buckinghamshire, Cambridgeshire, Huntingdonshire, Leicestershire, Lincolnshire a Norfolku. V roce 1897 do ligy vstoupil Northampton Town.
The FA 12. dubna 2021 oznámila, že liga bude od sezóny 2021/2022 spravovat novou divizi na úrovni Step 5.